# Jean Clair
Jean Clair, vlastním jménem Gérard Régnier, (* 20. října 1940 Paříž) je francouzský historik umění a spisovatel. Působil jako ředitel Picassova muzea, a je členem Francouzské akademie od května 2008.

## Dílo (výběr)
- Les Chemins détournés, Paříž, Gallimard, 1962.
- Considérations sur l'état des Beaux-Arts, 1983.
- Méduse. Contribution à une anthropologie des arts du visuel, Paříž, Gallimard, 1989.
- Le Voyageur égoïste, 1989.
- Méduse-anthropologie des arts du visuel, 1992.
- Les Métamorphoses d'Eros, Paříž, Réunion des musées nationaux, 1996.
- La Responsabilité de l'artiste, Paříž, Gallimard, 1997.
- avec Virginie Monnier, Balthus, Catalogue raisonné de l'œuvre complet, Paříž, Gallimard, 1999.
- La Barbarie ordinaire. Music à Dachau, Paříž, Gallimard, 2001.
- Court traité des sensations, Paříž, Gallimard, 2002
- La Déclaration Paříž, Mercure de France, 2002.
- Du surréalisme considéré dans ses rapports au totalitarisme et aux tables tournantes, Paříž, Mille et une nuits, 2003.
- D'un autre "anus solaire", Mercure de France, 2003.
- Hansel et Gretel", Paříž, l'Olivier, 2006.
- Journal atrabilaire, Paříž, Gallimard, 2006.
- Malaise dans les musées, Paříž, Flammarion, 2007.
- Lait noir de l'aube, Paříž, Gallimard, 2007.
- Autoportrait au visage absent, Gallimard, 2008.